# Heinersbrück
Heinersbrück (baix sòrab: Móst) és un municipi alemany que pertany a l'estat de Brandenburg. Forma part de l'Amt Peitz. Es troba a la zona d'assentament dels sòrabs i compta amb els nuclis de Grötsch (Groźišćo), Radewiese (Radowiza) i Sawoda.